# Rick Cosnett
Richard James Cosnett (Chegutu, 6 aprile 1983) è un attore australiano.

## Biografia
Il 14 febbraio 2020 ha fatto coming out dichiarandosi omosessuale, pubblicando un video sul proprio profilo Instagram.
Dopo aver recitato ruoli di poco rilievo in alcune serie TV, a partire dal 2013, ha preso parte ad alcuni episodi della quinta stagione della serie TV The Vampire Diaries, interpretando il ruolo del professor Wesley Maxfield.
Nel 2014 ha ottenuto il ruolo di Eddie Thawne nella serie TV The Flash, che ricopre fino al 2015. Sempre nello stesso anno ha preso parte alla serie televisiva Quantico, recitando la parte di Elias Harper fino al 2016.

## Filmografia

### Cinema
- La scommessa (The Bet), regia di Mark Lee (2006)
- The Timing of Love, regia di Susanna Zachary (2012)
- Skybound, regia di Alex Tavakoli (2017)
- Zim High, regia di Tatenda Mbudzi (2017)
- El Mirador, regia di Sophie Webb (2018)
- Tu me manques, regia di Rodrigo Bellott (2019)
- Softer, regia di Lovell Holder (2019)
- Falsa identità (The Wrong Husband) - film TV, regia di Ben Meyerson (2019)
- Il maestro giardiniere (Master Gardener), regia di Paul Schrader (2022)
- Shoulder Dance, regia di Jay Arnold (2023)
- TV in Bed, regia di Bill Doty (2023)

### Televisione
- Forensic Investigators - serie TV, episodi 1x6, 1x7 e 1x8 (2004)
- Headland - serie TV, episodi 1x01, 1x02 e 1x03 (2005)
- East West 101 - serie TV, episodio 1x02 (2007)
- The Trojan Horse - miniserie TV, episodi 1x01 e 1x02 (2008)
- The New Inventors - serie TV, 5 episodi (2008-2009)
- Continuing Fred, regia di Bill Daly - cortometraggio TV (2013)
- The Vampire Diaries - serie TV, 15 episodi (2013-2014)
- The Flash - serie TV, 33 episodi (2014-2023)
- Quantico – serie TV, 9 episodi (2015-2016)
- Castle - serie TV, episodio 8x21 (2016)
- NCIS - Unità anticrimine (NCIS) - serie TV, episodio 15x23 (2018)
- 9-1-1 - serie TV, episodi 7x1, 7x2 e 7x3 (2024)

#### Videogiochi
- Doom: The Dark Ages (2025)

## Doppiatori italiani
Nelle versioni in italiano delle opere in cui ha recitato, Rick Cosnett è stato doppiato da:
- Gianfranco Miranda in The Flash, Il maestro giardiniere
- Paolo De Santis in Quantico, Castle
- Fabrizio Manfredi in The Vampire Diaries (prima voce)
- Francesco Bulckaen in The Vampire Diaries (seconda voce)
- Dimitri Winter in NCIS - Unità anticrimine
- Ruggero Andreozzi in Falsa identità
- Francesco Falco in 9-1-1

Da doppiatore è stato sostituito da:
- Alessandro Conte in Doom: The Dark Ages[2]